# Pennsylvania 6-5000 (歌曲)
"Pennsylvania 6-5000" 是一首Glenn Miller 和他的大乐团在1940年所录制的摇摆乐和流行爵士标准曲，并由Glenn Miller发行在RCA Bluebird的单曲黑胶唱片上。

## Glenn Miller 的录音
在当时纽约市的宾夕法尼亚酒店的咖啡馆，云集了许多的大乐团前来表演，Glenn Miller大乐团就是其中之一。 正是酒店的电话号码PEnnsylvania 6-5000, 激发了Glenn Miller的灵感，让他以之为他这首在1940年在公告牌排行榜上占据前5位置长达12周之久的乐曲来命名。 歌曲的作曲是Jerry Gray，作词是Carl Sigman。黑胶碟的编号是 RCA Victor Bluebird 78 B-10754-A，背面是“Rug Cutter's Swing”。

## 其他的录音
该曲后来也成了各个艺人和节目演绎和录制的标准爵士和大乐团曲目。这些艺人和节目有，the Andrews Sisters，Judy Garland 和 Martha Raye 的对唱，the Brian Setzer Orchestra，Louise Gold，Kathy Miller，Richard Hunt，以及Jerry Nelson（1979年），Martin Brushane Big Band，the Blue Moon Big Band（1979年），1976年 Carol Burnett Show 中纪念Glenn Miller的那一集，Syd Lawrence，Michael Maxwell和他的大乐团，1979年The Muppet Show 第319集中Bobby Benson和the Baby Band，Fud Candrix和他的大乐团，Jerry Gray，Mina，Lou Haskins，Jack Livingston，1941年Raquel Rastenni在哥本哈根的演出， Starlight Orchestra，Klaus Wunderlich，New 101 Strings Orchestra，Heptet，Meco，Tex Beneke， The Modernaires， Jack Million Band，Al Pierson Big Band，BBC Big Band Orchestra，SWR Big Band，以及2012年的Captain Cook und seine singenden Saxophone。
Fats Waller在19世纪40年代为钢琴重新编写此曲，并出版在他在英国的歌本Day's Album of Fats Waller: Musical Rhythms之中。

## 在流行文化中

### 在电影中
- 出现在Whit Stillman的电影“Barcelona”（1994）中。[4]
- 出现在Oliver Stone的电影“Any Given Sunday”（1999）中。[5]
- 在由Jim Carrey主演的电影“The Majestic”（2001）被演奏过。[6]